# یانگلوژو
یانگلوژو (به لاتین: Yangluozhou) یک شهرک در جمهوری خلق چین است که در Yuanjiang واقع شده‌است. یانگلوژو ۹۷٫۸ کیلومتر مربع مساحت و ۵۲٬۰۰۰ نفر جمعیت دارد.